# 福島県立福島北高等学校
福島県立福島北高等学校（ふくしまけんりつふくしまきたこうとうがっこう）は、福島県福島市に所在する県立高校。通称「北高」（きたこう）。

## 概要
旧校名「飯坂高校」、福島市飯坂町に所在する。1974年（昭和49年）に福島県教育委員会が「福島高校.福島女子高校に追い付け追い越せ」をスローガンとした。以前校庭の中にリンゴ畑があった。
福島東高校が設立された後、入学試験においては定員割れが常態化し、年度によって100名を超過した。2001年（平成13年）に総合学科に学科を改編した。

## 設置学科
- 総合学科
  - 文理総合系列
  - 教養文化系列
  - 生活総合系列
  - 情報ビジネス系列

## 沿革
- 1948年4月 - 福島県立信夫高等学校飯坂分校として開校
- 1957年4月 - 福島県立福島工業高等学校飯坂第2部と校名変更
- 1958年4月 - 福島県立福島高等学校飯坂第2部と校名変更。
- 1960年4月 - 福島県立飯坂高等学校として独立、福島市飯坂町湯野に校舎を置く
- 1974年 - 福島県立福島北高等学校に校名を変更、現在地に移転。旧校舎のうち体育館は現存（湯野体育館）
- 1988年 - 野球部が第60回選抜高等学校野球大会に出場
- 2001年 - 総合学科に改組
- 2011年 - 募集定員40名減、1学年5クラス設置。
- 2016年 - 募集定員40名減、1学年4クラス設置。
- 2027年（予定） - 福島県立福島西高等学校に統合される予定。

## 部活動
- 運動部

バスケットボール、バレーボール、卓球、野球、硬式テニス、ハンドボール、柔道、バドミントン、
、ソフトボール
- 文化部

吹奏楽、ESS、茶道、美術、演劇、華道、科学、合唱、JRC、写真、書道同好会

### 過去に存在した部活動
- 運動部

剣道部、陸上部、山岳、サッカー、スキー同好会、水泳同好会
- 文化部

コンピュータ、囲碁・将棋、アニメ同好会、手話同好会

## 著名な出身者
- 羽賀たみこ - ワイドショー・リポーター
- 磯谷直史 - ミュージシャン（THE ANDS）
- 歌川和彦  -  作詞・作曲家
- 塩井潤一 - ミュージシャン（monokuro ベース）
- BETCHI - ギタリスト・シンガーソングライター

## 最寄り駅
- 福島交通飯坂線医王寺前駅下車